# Šahovska olimpijada 1984.
26. Šahovska olimpijada održana je 1984. u Grčkoj. Grad domaćin bio je Solun.

## Poredak osvajača odličja
| Mj. | Država   | Bodova | Igrači |
| --- | -------- | ------ | ------ |
| 1.  | SSSR     | 41,0   |        |
| 2.  | Engleska | 37,0   |        |
| 3.  | SAD      | 35,0   |        |

| Pobjednici            |
| --------------------- |
| SSSR Petnaesti naslov |